# Черкаський Анатолій Ілліч
Анато́лій Іллі́ч Черка́ський (10 [23] квітня 1906, Харків — 1990) — радянський архітектор, член Спілки архітекторів СРСР з 1938 року.

## Біографія
Анатолій Черкаський народився в Харкові в сім'ї адвоката. У 1924–1930 роках навчався на архітектурному факультеті Київського будівельного інституту. Після закінчення інституту з 1930 по 1947 рік працював у проектних інститутах «Військпроект», «Військпромпроект» Головвійськпромбуду в Москві, Харкові, Хабаровську.
З 1939 року на службі в Червоній армії на Далекому Сході. Під час Другої світової війни займався проектуванням об'єктів оборонного призначення. Нагороджений медаллю «За перемогу над Німеччиною у Великій Вітчизняній війні». 1944 року переведений у Харків, де до 1947 року працював у проектному інституті «Військпромпроект».
З 1947 року працював у Києві, у проектному інституті «Київпроект» на посаді головного архітектора проекту.
Вийшов на пенсію у вересні 1971 року. Помер у 1990 році у Київі.

## Творчість
- Житлові будинки в Москві, Уссурійську, Хабаровську (1930–1946)

### У Києві
У складі творчіх колективів:
- Житловий будинок № 2 по Микільсько-Ботанічній вулиці (1950)
- Реконструкція площі Калініна (нині — майдан Незалежності, спільно з Олексієм Заваровим, 1950)
- Житлові будинки на Почайнинській, Турівській вулицях (1951–1953)
- Парк біля Наводницького мосту (1954)
- Споруда Дарницької районної ради (1955)
- Житловий будинок № 19а обкому КПУ по Володимирській вулиці (1956)
- Відновлення корпусу № 15 у Києво-Печерській лаврі (1956)
- Житловий будинок № 33 (?) ЦК КПУ по Московській вулиці (нині — Князів Острозьких) (1958)
- Житловий масив Вітряні гори (з 1960)
- Станція метро «Завод Більшовик» (нині — «Шулявська», 1963)
- Будівля Дарницького універмагу на Дарницькій площі (1964)
- Реконструкція фунікулера (1964)
- Житловий будинок № 112—114 по Червоноармійській вулиці (нині — Велика Васильківська) (1964)
- Житловий будинок № 35 ЖБК «Медик» по Лютеранській вулиці (1964)
- Готель ЦК КПУ у Рильському провулку, 8 (1970)

## Зображення

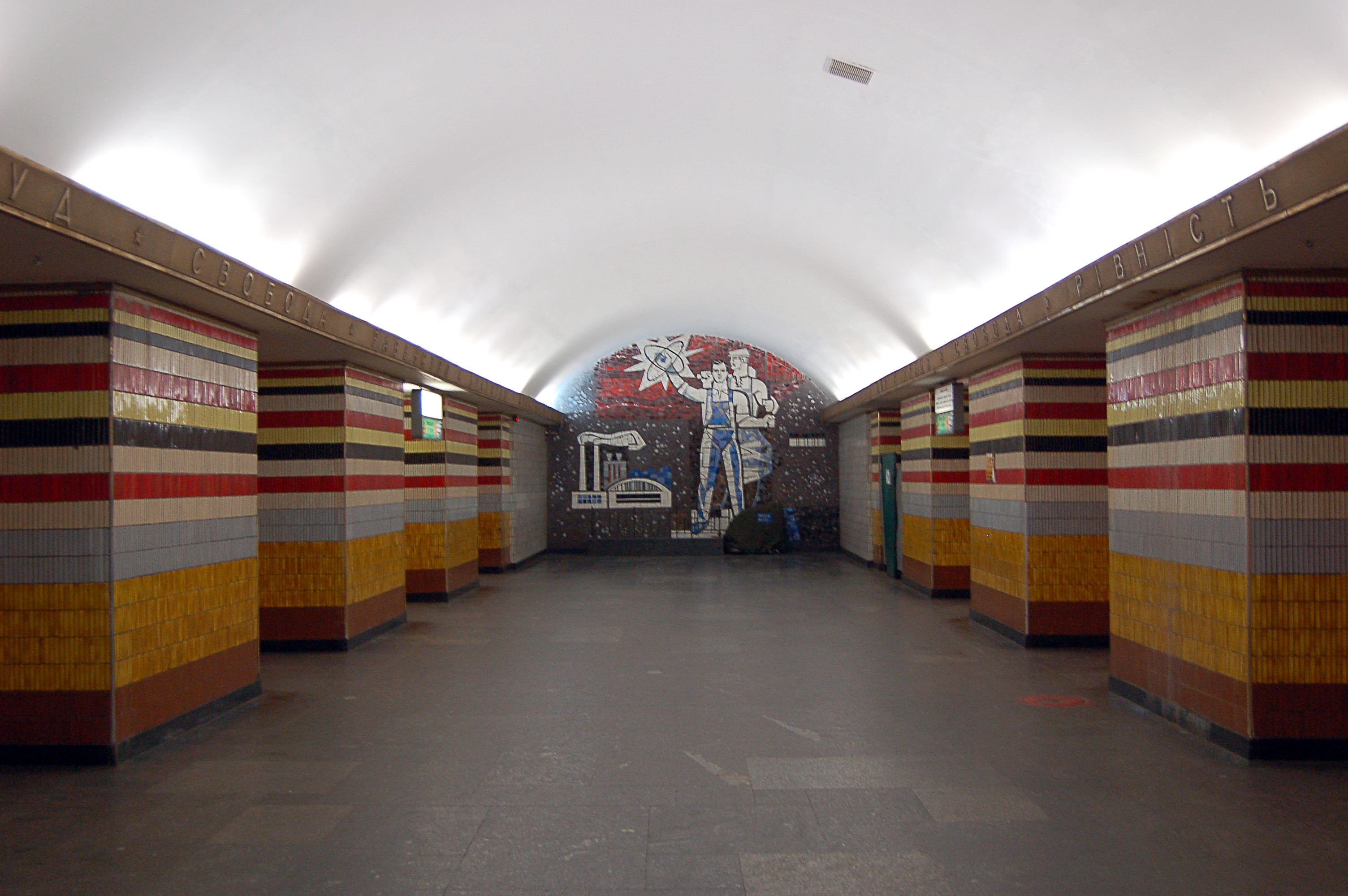
Станція метро «Шулявська»